# I Remember Yesterday
Az I Remember Yesterday Donna Summer amerikai énekesnő ötödik nagylemeze, amely 1977-ben jelent meg. Producerek: Giorgio Moroder és Pete Bellotte. A felvételek a müncheni Musicland Studiosban és az ugyancsak müncheni Arco Studiosban készültek. Akárcsak az énekesnő előző három albuma, úgy az I Remember Yesterday is egy meghatározott koncepció szerint készült. A felvételek témája zömmel most is a szerelem, a hangszerelés diszkózenei, ám amíg az „A” oldal 4 dalból álló egyvelege a korábbi évtizedek zenei világát idézi meg, addig a lemez befejező szerzeménye, az I Feel Love az akkoriban még jövőnek számító hangzást előlegezi meg. Az album nemcsak kereskedelmi siker lett, hanem megalapozta Donna hírnevét mint komoly előadóművész. Ennek köszönhetően kérték fel még 1977-ben A mélység című film betétdalának (Down, Deep Inside) előadására: John Barry szerzeménye Donna előadásában ugyancsak világsláger lett.

## Háttér-információk
A lemez „A” oldalán 4 dal hallható egyveleg formájában: az I Remember Yesterday az 1940-es évek, a Love’s Unkind az 1950-es évek, a Back in Love Again pedig az 1960-as évek hangzásvilágát egyesíti az 1970-es évekre jellemző (euro)discozenével. A „B” oldal első három felvétele a jelen különböző zenei világát képviseli: a Black Lady a „keményebb” ritmusokat, a Take Me jellegzetes Donna Summer-felvétel a korábbi albumok stílusában, a Can’t We Just Sit Down (And Talk It Over) pedig egy nagyon szép R&B ballada. Az I Feel Love lüktető ritmusaival a jövő zenei divatját előlegezte meg: állítólag ez volt az első popzenei felvétel, amelynek hangszerelése kizárólag szintetizátorokra épült. Ami biztos, hogy az I Feel Love volt az első olyan Donna Summer-sláger, melynek sikere a Love to Love You Baby népszerűségével vetekedhetett. A dal az évtizedek alatt igazi örökzöld lett, 2004-ben a Rolling Stone magazin minden idők legnagyobb slágerei között a 411. helyre sorolta. Népszerűségét jelzik a különféle feldolgozások is. Ezek egy része az eredeti felvételt variálja Donna énekével (mint például Patrick Cowley 1982-es remixe). A vokálra is kiterjedő feldolgozások közül említésre érdemes a Bronski Beat 1985-ös, a Roxette 1988-as és Vanessa Mae 1997-es verziója. A Bronski Beat első nagylemezének egyik felvételén csak az I Feel Love-ot dolgozta fel, majd maxilemezen, különböző változatokban egyveleget készítettek belőle, melyhez felhasználták a Love to Love You Baby, illetve a Johnny Remember Me motívumait is. A maxiverziók egyik közreműködője a Soft Cell volt énekese, a szólóban is ismert Marc Almond volt. Egyes popsztárok csak bizonyos motívumokat használtak fel a nagy slágerből. Sarah Brightman a The Adventures of the Love Crusader című 1979-es diszkófelvételén idézi fel a dalt néhány másodpercre, de rajta kívül Kylie Minogue, Madonna, sőt még a Red Hot Chili Peppers is ihletet merített az I Feel Love-ból. Ezek után szinte hihetetlen, de 1977-ben az illetékesek annyira nem voltak biztosak a sikerben, hogy eleinte csupán a Can’t We Just Sit Down (And Talk It Over) kislemez „B” oldalára tették az I Feel Love-ot. Mikor a dal népszerűvé vált, az újabb kislemez-kiadásokon már megcserélték a két felvétel sorrendjét.

## A dalok

### „A” oldal
1. I Remember Yesterday (Moroder – Bellotte – Summer) – 4.45
2. Love's Unkind (Moroder – Bellotte – Summer) – 4.24
3. Back in Love Again (Moroder – Bellotte – Summer) – 3.54
4. I Remember Yesterday (Reprise) (Moroder – Bellotte – Summer) – 3.02

### „B” oldal
1. Black Lady (Moroder – Bellotte – Summer) – 3.47
2. Take Me (Moroder – Bellotte – Summer) – 5.03
3. Can't We Just Sit Down (And Talk It Over) (Tony McCaulay) – 4.25
4. I Feel Love (Moroder – Bellotte – Summer) – 5.53

## Alternatív kiadás
- 1982 I Feel Love (Amerikai Egyesült Államok, Casablanca Records. Katalógusszám: 6480 089, 9279 636)

### „A” oldal
1. I Feel Love – 5:53
2. Take Me – 5:03
3. Can't We Just Sit Down (And Talk It Over) – 4:25
4. Black Lady – 3:47

### „B” oldal
1. I Remember Yesterday – 4:45
2. Love's Unkind – 4:24
3. Back in Love Again – 3:54
4. I Remember Yesterday (Reprise) – 3:02

## Közreműködők
- Brooklyn Dreams, Dani McCormick, Marti McCall, Patti Brooks, Petsy Powell (háttérvokál)
- Thor Baldursson (keverés, billentyűs hangszerek, szintetizátor)
- Jürgen Koppers (hangmérnök, keverés)
- Allen Zentz (maszterelés)
- Giorgio Moroder, Robby Wedel (szintetizátor)
- Keith Forsey (dobok, ütős hangszerek)
- Geoff Bastow, Mats Björklund (gitár)
- Les Hurdle (basszusgitár)
- Benny Gebauer, Dino Solera, Franko Tgomina, Hanus Berbe, Hermann Breuer, James Polivka, Lee Harper, Rudi Füsers (fúvós hangszerek)
- Giorgio Moroder, Pete Bellotte (producer)
- Gribbit (design)
- Victor Skrebneski (fotó)

## Különböző kiadások

### LP
- 1977 Casablanca Records (814 162-1, Amerikai Egyesült Államok)
- 1977 Casablanca Records (NBLP 7056, Egyesült Államok)
- 1977 Casablanca Records (7C 062-99136, Svédország)
- 1977 Atlantic (ATL 50 378, NSZK)
- 1977 Oasis (NBLP 7056, Brazília)
- 1977 Groovy (GR 9003, Hollandia)
- 1977 GTO (GTLP 025, Anglia)
- 1977 WEA Filipacchi Music (50 376, Franciaország)
- 1977 Embassy (S CBS 31718, Egyesült Államok)
- 1982 Casablanca Records (6480 089, Egyesült Államok)

### CD
- 1991 Casablanca Records (826 237-2, Németország)

## Kimásolt kislemezek

### 7"
- 1977 Can’t We Just Sit Down (And Talk It Over) / I Feel Love (Atlantic, 10 958, Franciaország)
- 1977 Can’t We Just Sit Down (And Talk It Over) / I Feel Love (Astor, Casablanca Records, NB 884, Ausztrália)
- 1977 Can’t We Just Sit Down (And Talk It Over) / I Feel Love (Casablanca Records, NB 884, Egyesült Államok)
- 1977 Can’t We Just Sit Down (And Talk It Over) / I Feel Love (Casablanca Records, NB 884X, Egyesült Államok)
- 1977 I Feel Love / Can’t We Just Sit Down (And Talk It Over) (Casablanca Records, 7C 006-99196, Svédország)
- 1977 I Feel Love / Can’t We Just Sit Down (And Talk It Over) (GTO, GT 100, Anglia)
- 1977 I Feel Love / Can’t We Just Sit Down (And Talk It Over) (Atlantic, ATL 10 963, NSZK)
- 1977 I Feel Love / Can’t We Just Sit Down (And Talk It Over) (Groovy, GR 1226, Hollandia)
- 1977 I Remember Yesterday (Part 1) / I Remember Yesterday (Part 2) (Groovy, GRS 15010, Hollandia)
- 1977 I Remember Yesterday / Back in Love Again (Atlantic, ATL 11 028, NSZK)
- 1977 I Remember Yesterday / Spring Affair (GTO, GT 107, Anglia)
- 1977 Love’s Unkind / Autumn Changes (GTO, GT 113, Anglia)
- 1977 Love’s Unkind / Black Lady (Groovy, GR S 15 044, Hollandia)
- 1977 Love’s Unkind / Black Lady (Atlantic, ATL 11 063, NSZK)
- 1982 I Feel Love (Part 1)  / I Feel Love (Part 2) (Casablanca Records, FEEL 7, 6180 136, Anglia)
- 1992 I Feel Love / Bad Girls (Collectables, COL 4332, Egyesült Államok)

### 12"
- 1977 Back In Love Again / Try Me, I Know We Can Make It / Wasted (GTO, GT 117, Anglia)
- 1977 I Feel Love / Theme from The Deep (Down, Deep Inside) (Casablanca Records, NBD 20104, Egyesült Államok, dupla „A” oldalas)
- 1977 I Feel Love / Theme from The Deep (Down, Deep Inside) (Casablanca Records, 7C 052-99518Z, Svédország)
- 1979 MacArthur Park / I Feel Love (Casablanca Records, DS 12006, Egyesült Államok)
- 1982 I Feel Love (Patrick Cowley Mega Mix) / I Feel Love (Patrick Cowley Mega Edit) (Casablanca Records, FEEL 12, Anglia)
- 1982 I Feel Love (Patrick Cowley Mega Mix) / I Feel Love (Patrick Cowley Mega Edit) (PolyGram, 2412, Franciaország, promo)
- 1994 Love to Love You Baby / I Feel Love (Casablanca Records, PRO 1167-1B, Egyesült Államok, promo)
- 1995 I Feel Love (Rollo & Sister Bliss Monster Mix) / I Feel Love (Patrick Cowley Mega Mix) (Twelve Seventeen, CX 03, Hollandia)
- 1995 I Feel Love (Rollo & Sister Bliss Monster Mix) / I Feel Love (Masters At Work 86th St Mix) / I Feel Love (Summer '77 Re-EQ '95) / Melody of Love (Junior Vasquez DMC Mix) (Manifesto, FESX 1, Anglia)
- 1995 I Feel Love (Rollo & Sister Bliss Monster Mix) / I Feel Love (Masters At Work 86th St Mix) / I Feel Love (12" Masters At Work Mix) / I Feel Love (Masters At Work Hard Dub) (Mercury, 852 283-1, Olaszország)
- 1995 I Feel Love (Rollo & Sister Bliss Monster Mix) / I Feel Love (Masters At Work 86th Street Mix) / I Feel Love (Summer '77 Re-EQ '95) / I Feel Love (12" Masters At Work Mix) /  I Feel Love (Masters At Work Hard Dub) /   I Feel Love (Rollo & Sister Bliss Tuff Dub) (Manifesto, DONDJ 1/2, Anglia, promo)
- 1995 I Feel Love (Rollo & Sister Bliss Monster Mix) / I Feel Love (12" Masters At Work Mix) / I Feel Love (Masters At Work 86th St) / I Feel Love (Summer '77 Re-Eq '95) / I Feel Love (Junior Vasquez Melody Of Love) (Manifesto, DONDJ 3, Anglia, promo)
- 1995 I Feel Love (Rollo & Sister Bliss Monster Mix) / I Feel Love (Masters At Work 86th St. Mix) / I Feel Love (Summer '77 Re-EQ '95) / Melody Of Love (Junior Vasquez DMC Remix) (Mercury, 852 259-1, Anglia)
- 2001 I Feel Love (Patrick Cowley Mix) / Fool’s Gold (A „B” oldal előadója a The Stone Roses) (Club Lassique, cc10, Egyesült Államok)
- 2005 I Feel Love (Qattara Remix) / I Feel Love (Almighty Remix) (Casablanca Records, FEELLOVEDJ1, Egyesült Államok)
- 2007 I Feel Love / Love to Love You Baby (Casablanca Records, NBD 20 104, Egyesült Államok)

I Feel Love (Klubbheads Rollercoaster Mix) / I Feel Love (D-Bop Mix) (EMI Records, 12EMDJ 503, Anglia, promo)

### CD
- 1995 I Feel Love (Rollo Mix Edit) / I Feel Love (Summer '77 Re-EQ '95) / I Feel Love (Masters At Work 86th St Mix) (Casablanca Records, 852 485-2, Egyesült Államok)
- 1995 I Feel Love (Rollo & Sister Bliss Monster Mix – Radio Edit) / I Feel Love (Rollo & Sister Bliss Monster Mix) / I Feel Love (12" MAW Mix) (Casablanca Records, 852 293-2, Egyesült Államok)
- 1995 I Feel Love (Rollo & Sister Bliss Monster Mix) / I Feel Love (Masters At Work 86th St Mix) / I Feel Love (Summer '77 Re-EQ '95) / Melody of Love (Junior Vasquez DMC Mix) (Mercury, Manifesto, 852 259-2, FESCD 1, Anglia)
- 1995 I Feel Love (Rollo & Sister Bliss Monster Mix – Radio Edit) / I Feel Love (Summer '77 Re-EQ '95) (PolyGram, 852 292-2, Hollandia)
- 2005 I Feel Love (Qattara Remix) / I Feel Love (Almighty Remix) (Casablanca Records, FEELLOVECJ1, Anglia, promo)
- 2005 I Feel Love (Qattara Remix) / I Feel Love (Almighty Remix) / I Feel Love (12" Masters At Work Mix) (Casablanca Records, FEELLOVECJ2, Egyesült Államok, promo)

## Az album slágerlistás helyezései
Anglia: Legmagasabb pozíció: 3. hely

Ausztria: 1977. augusztus 15-étől 20 hétig. Legmagasabb pozíció: 3. hely

Egyesült Államok, pop: Legmagasabb pozíció: 9. hely

Egyesült Államok, R&B: Legmagasabb pozíció: 11. hely

Japán: Legmagasabb pozíció: 77. hely

Norvégia: 1977. A 32. héttől 17 hétig. Legmagasabb pozíció: 5. hely

NSZK: Legmagasabb pozíció: 7. hely

Svédország: 1977. június 17-étől 13 hétig. Legmagasabb pozíció: 13. hely

## Legnépszerűbb slágerek
- I Remember Yesterday

Anglia: 1977. szeptember. Legmagasabb pozíció: 14. hely

Ausztria: 1977. december 15-étől 4 hétig. Legmagasabb pozíció: 24. hely

Egyesült Államok, dance: Legmagasabb pozíció: 1. hely

Hollandia: Legmagasabb pozíció: 24. hely
- Love’s Unkind

Anglia: 1977. december. Legmagasabb pozíció: 3. hely

Ausztria: 1978. március 15-étől 8 hétig. Legmagasabb pozíció: 18. hely

Egyesült Államok, dance: Legmagasabb pozíció: 1. hely

Hollandia: Legmagasabb pozíció: 32. hely

Írország: Legmagasabb pozíció: 2. hely

NSZK: Legmagasabb pozíció: 18. hely
- Back in Love Again

Anglia: 1978. április. Legmagasabb pozíció: 29. hely
- Can’t We Just Sit Down (And Talk It Over)

Egyesült Államok, pop: Legmagasabb pozíció: 104. hely

Egyesült Államok, R&B: Legmagasabb pozíció: 20. hely
- I Feel Love

Anglia: 1977. július. Legmagasabb pozíció: 1. hely

Ausztria: 1977. augusztus 15-től 20 hétig. Legmagasabb pozíció: 1. hely

Egyesült Államok, AC: Legmagasabb pozíció: 45. hely

Egyesült Államok, dance: Legmagasabb pozíció: 3. hely

Egyesült Államok, pop: Legmagasabb pozíció: 6. hely

Egyesült Államok, R&B: Legmagasabb pozíció: 9. hely

Hollandia: Legmagasabb pozíció: 1. hely

Írország: Legmagasabb pozíció: 9. hely

Japán: Legmagasabb pozíció: 1. hely

Norvégia: 1977. A 44. héttől 3 hétig. Legmagasabb pozíció: 8. hely

NSZK: Legmagasabb pozíció: 3. hely

Svájc: 1977. augusztus 28-ától 9 hétig. Legmagasabb pozíció: 2. hely

Svédország: 1977. július 29-étől 12 hétig. Legmagasabb pozíció: 5. hely

## Lásd még
- Lady of the Night
- Love to Love You Baby
- A Love Trilogy
- Four Seasons of Love
- Once Upon a Time
- Live and More
- Bad Girls
- The Wanderer
- Donna Summer
- She Works Hard for the Money
- The Dance Collection: A Compilation of Twelve Inch Singles
- Another Place and Time
- The Donna Summer Anthology

## Külső hivatkozások
- Dalszöveg: I Remember Yesterday
- Dalszöveg: Love’s Unkind
- Dalszöveg: Back in Love Again
- Dalszöveg: I Remember Yesterday (reprise)
- Dalszöveg: Black Lady
- Dalszöveg: Take Me
- Dalszöveg: Can’t We Just Sit Down (And Talk It Over)
- Dalszöveg: I Feel Love
- Videó: I Remember Yesterday
- Videó: Black Lady (remix)
- Videó: Take Me
- Videó: I Feel Love